# SPITZ JAMBOREE TOUR 2021 "NEW MIKKE"
『SPITZ JAMBOREE TOUR 2021 "NEW MIKKE"』（スピッツ・ジャンボリー・ツアー 2021 ニュー ミッケ）は、日本のロックバンド・スピッツの映像作品である。
2022年10月19日にユニバーサルミュージックより発売された。

## 概要
- 前作『SPITZ 30th ANNIVERSARY TOUR "THIRTY30FIFTY50"』以来約5年ぶりの映像作品である。
- 『SPITZ JAMBOREE TOUR 2019-2020 “MIKKE”』のうち、2020年に予定していたホール公演全35本の中止を受け、新たに開催された全国6都市を巡るアリーナツアー『SPITZ JAMBOREE TOUR 2021 “NEW MIKKE”』より、6月19日のぴあアリーナMM公演の模様を収録。ツアー終了後、期間限定でオンライン上映及び全国で劇場公開[1]された映像で、音声は、スピッツの映像商品としては初となる5.1chサラウンド（これまでと同様の2chステレオも装備）[2]。『スピッツ コンサート 2020 "猫ちぐらの夕べ"』と同日発売。
- DVDとBlu-rayの2規格で販売。
- 通常盤と初回限定盤の2形態で発売。初回限定盤は三方背ケース+デジトレイ仕様となっており、ライヴ写真集ブックレットとライヴ音源CD2枚が付属、初回限定盤付属CDのボーナス・トラックには、中止となった『SPITZ JAMBOREE TOUR 2019-2020 “MIKKE”』ホール公演で演奏予定だった楽曲で、東京都・小平市民文化会館で行われたゲネプロ音源から、「花と虫」「ブービー」の2曲を収録。
- 『スピッツ コンサート 2020 "猫ちぐらの夕べ"』と同様、MCは全て収録。

## 収録曲
1. 見っけ
2. はぐれ狼
3. エスカルゴ
4. けもの道
5. 稲穂
6. 遥か
7. 快速
8. 放浪カモメはどこまでも
9. ワタリ
10. ラジオデイズ
11. 優しいあの子
12. ヒビスクス
13. 水色の街
14. まがった僕のしっぽ
15. 青い車
16. YM71D
17. ロビンソン
18. ありがとさん
19. 楓
20. 渚
21. 8823
22. 俺のすべて
23. 紫の夜を越えて
24. 群青
25. うめぼし
26. ヤマブキ

### 初回限定盤特典 ライヴCD

#### CD 1
1. 見っけ
2. はぐれ狼
3. エスカルゴ
4. けもの道
5. 稲穂
6. 遥か
7. 快速
8. 放浪カモメはどこまでも
9. ワタリ
10. ラジオデイズ
11. 優しいあの子
12. ヒビスクス
13. 水色の街
14. まがった僕のしっぽ
15. 青い車
16. YM71D

#### CD 2
1. ロビンソン
2. ありがとさん
3. 楓
4. 渚
5. 8823
6. 俺のすべて
7. 紫の夜を越えて
8. 群青
9. うめぼし
10. ヤマブキ
11. 花と虫 (Bonus Track)
12. ブービー (Bonus Track)

## 参加ミュージシャン
- スピッツ
  - 草野マサムネ
  - 三輪テツヤ
  - 田村明浩
  - 﨑山龍男
- クジヒロコ